# Mayuko Iwasa
Mayuko Iwasa (岩佐真悠子 Iwasa Mayuko?, n 24 de febrero de 1987) es una actriz y gravure idol japonesa. En marzo de 2005 ganó el Graph Prize, the 42nd Golden Arrow Awards de 2004.
En junio de 2005, Iwasa grabó un dúo con Naoya Ogawa llamado "Katte ni Shinryakusha" (Un invasor en mi propio camino), que fue utilizado como canción de clausura de Sargento Keroro. Los dos aparecieron en Music Station y Pop Jam. En el drama de televisión, Gal Circle interpretó a Rika, una chica ganguro que estafa a sus amigos por dinero.

## Filmografía

### Televisión
| Año  | Título                                                | Personajes                                     |
| ---- | ----------------------------------------------------- | ---------------------------------------------- |
| 2004 | Supēsu Porisu                                         |                                                |
| 2005 | Sayonara Midori-chan                                  |                                                |
| 2005 | Einstein Girl                                         | Einstein Girl                                  |
| 2005 | Ganbatte Ikimasshoi (Serie de televisión)             | Taeko "Dakko" Kikuchi (episodios desconocidos) |
| 2005 | Seishun no mon: Chikuhō hen (miniserie de televisión) | Estudiante de Tagawa Chugaku                   |
| 2006 | Detective Conan                                       | Sonoko Suzuki                                  |
| 2006 | Sugar & Spice                                         | Yoko                                           |
| 2006 | Gal Circle (Serie de televisión)                      | Rika                                           |
| 2006 | Nodame Cantabile                                      | Reina Ishikawa                                 |
| 2007 | Hanazakari no Kimitachi e                             | Hanayashiki Hibari                             |
| 2007 | Hell Girl                                             | Natsuko Yuki                                   |
| 2007 | Liar Game                                             | Ishida Rie                                     |
| 2008 | Kuchisake-onna 2: la masacre de las tijeras           | Yukie Sawada                                   |
| 2009 | Mei-chan no Shitsuji                                  | Ryuonji Izumi                                  |
| 2010 | Troubleman                                            | Ogi Makiko                                     |
| 2011 | Hanazakari no Kimitachi e 2011                        | Hanayashiki Hibari                             |
| 2013 | The Cult                                              | Mayuko Iwasa (Ella misma)                      |
| 2013 | 009-1: The End of the Beginning                       | Mylene Hoffman                                 |

### Especiales de televisión
| Año  | Título                                                                       | Personajes         | Cadena  |
| ---- | ---------------------------------------------------------------------------- | ------------------ | ------- |
| 2006 | Detective Conan: Kudo Shinichi's Written Challenge                           | Sonoko Suzuki      | YTV     |
| 2006 | Sengoku Jieitai                                                              | Osen               | NTV     |
| 2007 | Detective Conan: Kudo Shinichi Returns! Showdown with the Black Organization | Sonoko Suzuki      | NTV     |
| 2008 | Hanazakari no Kimitachi e SP                                                 | Hibari Hanayashiki | Fuji TV |
| 2008 | Freshman Director                                                            |                    | TBS     |

### Cine
- Sayonara Midori-chan (2004)
- Space Police (2004)
- Shibuya Kaidan: Sa-chan no Toshi Densetsu (2004)
- Chicken Deka (2004)
- Umeku Haisuikan (2004)
- Omoi no Iro (2004)
- Swing Girls (2004) - Chie
- Einstein Girl (2005)
- Space Police (2005)
- Sugar and Spice: Fumi zekka | Shuga & Supaisu Fumi Zekka (2006) - Yoko
- Carved 2 | Kuchisake-onna 2 (2008) - Yukie Sawada
- Kujira: Gokudo no Shokutaku (2009)
- Beautiful Female Panther: Body Sniper | Utsukushiki mehyo: Body sniper (2010)
- Tensou Sentai Goseiger Returns! The Last Epic (2011)
- Valley of Dreams | Koitani Bashi: La Vallee de l'amour (2011)
- MILOCRORZE - A Love Story (2012) - Yukine
- Actress | Joyu (2012) - Akari Hazuki
- Shinobido (2012)
- Passion | Junan (2013) - Francesco
- 009-1: The End of the Beginning (2013)
- Cult | Karuto (2013) - Mayuko Iwasa
- Otoko no Isshou (2015)